# Caponia hastifera
Caponia hastifera  (лат.) — вид мелких пауков рода Caponia из семейства Caponiidae. Южная Африка: ЮАР и Мозамбик.

## Описание
Длина самцов до 7,5 мм. Головогрудь по длине немного превосходит длину бедра, голени и лапки первой пары ног. Основная окраска оранжевая (карапакс оранжево-жёлтый, бледноватый в средней части). На головогруди развиты все 8 глаз. Имеют только две пары трахей. Ночные охотники, в дневное время прячутся в паутинных убежищах.
Вид Caponia hastifera был впервые описан в 1904 году южноафриканским арахнологом Уильямом Фредериком Пурселлом (William Frederick Purcell, 1866—1919, South African Museum, Кейптаун), основателем аранеологии в ЮАР. Таксон Caponia hastifera включён в состав рода Caponia Simon, 1887 (вместе с Caponia abyssinica, Caponia braunsi, Caponia chelifera, Caponia simoni, Caponia capensis, Caponia karrooica, Caponia natalensis (O. Pickard-Cambridge, 1874), Caponia secunda Pocock, 1900, и другими).